# Geotermalna elektrana Svartsengi
Geotermalna elektrana Svartsengi nalazi se na jugozapadnom dijelu Islanda, 4 km sjeverno od Grindavika. U elektrani Svartsengi, pregrijana voda ispušta se iz tla u blizini toka lave i koristi se za pokretanje turbina koje proizvode električnu energiju. Nakon što prođu kroz turbine, para i topla voda prolaze kroz izmjenjivač topline kako bi osigurali toplinu za općinski sustav grijanja tople vode. Zatim se voda dovodi u geotermalno lječilište zvano Plava laguna koja je popularna turistička atrakcija za kupanje. Elektrana Svartsengi je prva geotermalna elektrana u svijetu koja kombinira proizvodnju električne energije i proizvodnju tople vode za daljinsko grijanje. Radi se o kogeneracijskom postrojenju čiji je ukupni proizvodni kapacitet 76,5 MW električne energije, te 150 MW toplinske energije.

## Povijest
Elektrana u Svartsengiju razvijana je u 6 uzastopnih faza od 1978. godine. Bušenje u svrhu pronalaska pare na mjestu današnjeg pogona započelo je u studenome 1971. godine. Para temperature oko 200°C pronađena je na dubini od 250 metara. U prvoj fazi bušenja izbušene su tri rupe dubine 400 metara koje su korištene za proizvodnju tople vode u postrojenju koje je izgrađeno 1976. godine. 6. studenog 1976. godine počela je opskrba tople vode kućama na području Grindavika, a 30. prosinca 1977. godine započela je opskrba kuća na području Njarðvíka. Kogeneracijsko postrojenje za dobivanje električne energije i topline građeno je u etapama. Prvi blok postrojenja projektiran je i izgrađen u radoblju do 1977. do 1979. godine, a gradnja posljednjeg, točnije šestog bloka, je završena 2008. godine. Završetkom tog bloka omogućeno je ostvarivanje današnje nazivne snage.Svaka faza je imala svoju svrhu i uglavnom su bile vrlo različite. Prve dvije faze imale su primarnu svrhu opskrbu toplom vodom susjednih zajednica koje su se u to vrijeme grijale na ugljen i naftu.Treća faza bila je protutlačna parna turbina koja je omogućila HS Orki (operater elektrane) da također proizvodi energiju. Četvrta faza bila je rezultat napora optimizacije tokova resursa gdje je bilo potrebno manje izravne pare za grijanje koja se zauzvrat mogla koristiti u ORC jedinici za daljnju proizvodnju električne energije. Faza V je jednokratna kondenzacijska parna turbina tvrtke Fuji Electric Japan (ulazni tlak 6,5 bara). Faza VI je jedna turbina koja se sastoji od 10 MW protutlačne turbine (15,5 bara do 6,5 bara) i 20 MW kondenzacijske turbine (6,5 bara ulaznog tlaka) na istom rotoru turbine.

## Postrojenje

### Blok 1
Blok jedan je projektiran i izgrađen u razdoblju od 1977. do 1979. godine. Sastoji se od dvije AEG-ove parne turbine snage 1 MW. Danas te turbine opskrbljuju elektranu s električnom energijom. Prva je instalirana 1978.,a druga 1979. godine. Prvi je blok nakon izgradnje isporučivao i 50 MW termalne energije, dok danas postrojenje isporučuje samo 25 MW toplinske energije.  

### Blok 2
Drugi blok je građen tijekom 1979. i 1980.godine kada je konačno pušten u pogon. Blok se sastoji od 3 izmjenjivača topline koji isporučuju 75 litara po sekundi vode temperature 125°C. Navedena količina vode ekvivalentna je snazi od 75 MW toplinske energije.

### Blok 3
Blok tri je postrojenje za proizvodnju električne energije koje se sastoji od 6 parnih turbina. Prosječni protok vode temperature 160°C kroz turbine iznosi oko 40 l/s, a maksimalni tlak pare koja dolazi na turbinu je 5 bara. Turbine koje se koriste u trećem bloku izgradio je i instalirao japanski Fuji. Postrojenje je prvi put pokrenuto 20.12.1980. godine, a u pogonu je preko 90% vremena.

### Blok 4
Četvrti blok je u prvom planu postrojenje za proizvodnju električne energije. Električnu energiju u šestom bloku proizvodi 7 izopentanskih Ormatovih turbina. One koriste višak pare, pa čak i one niskotlačne iz drugih blokova elektrane. Svaki par proizvodi 1,2 MW. Ukupni proizvodni kapacitet četvrtog bloka je 8,4 MW električne i 30MW toplinske energije. Ormatove izopentanske turbine rade na takozvanom organskom Rankienovom ciklusu, koji kao medij koji kruži u Rankienovom ciklusu umjesto često korištene vode koristi izopentan.
Korištenje Ormatovih turbina elektrani je donijelo mnogobrojne prednosti:
- povećavaju kapacitet elektrane za 8,4MW
- povećavaju kapacitet isporučene toplinske energije za 30MW
- omogućuju uštede topline u podzemnom spremniku podizanjem temperature predgrijavanja pare s 5°C na 28°C
- učinkovitost korištenja geotermalne energije se značajnije povećala
- povećavaju količinu kondezata koji se koristi za miješanje s morskom vodom za pumpanje
- smanjenjem propuštanja pare smanjuju zagađenje

### Blok 5
Gradnja petog bloka započela je zbog prijeko potrebne rekonstrukcije prvog bloka. Proizvodnja električne energije u ovom bloku započela je 1999. godine, a proizvodnja tople vode započela je već sljedeće godine. Nazivna snaga petog bloka je 30MW, a postrojenje je u pogonu u razdoblju od 2000. do 2006. bilo 97% vremena.

### Blok 6
Šesti blok elektrane je kondenzacijsko postrojenje koje se sastoji od nekoliko jedinstvenih turbina. Njihova nazivna snaga je 30MW. Opterećenje turbina ovisi o potrebama grijanja okolnog prostora. Šesti blok nalazi se sa sjevernom dijelu elektrane Svartsengi. Navedene turbine nazvane "Octopus" dizajnirao je i izradio japanski Fuji Electric.